# Jovan Pavlović
Jovan Pavlović (Medinci, 2. listopada 1936. – Zagreb, 3. travnja 2014.) bio je episkop Srpske pravoslavne Crkve i mitropolit zagrebačko-ljubljanski 1982. – 2014. i cijele Italije 1994. – 2011.

## Djetinjstvo i obrazovanje
Rođen je u selu Medinci kod Slatine u obitelji Save i Julke Pavlović. Osnovnu školu završio je u Medincima, a nižu gimnaziju s malom maturom u Slatini. Od 1951. pohađa bogosloviju (u rangu srednje škole) u manastiru Rakovici u Beogradu, gdje i maturira 1956. Na Bogoslovskom fakultetu Sveučilišta u Beogradu diplomirao je 1963., te otišao na postdiplomski studij u Njemačku. Ondje je studirao evangeličku teologiju u Schleswigu i Kielu, a katoličku teologiju i bizantologiju na Sveučilištu „Ludwig-Maximilian“.
Po povratku iz Njemačke, radio je u Prizrenu kao suplent tamošnje Bogoslovije (1966. – 1967.), a potom i kao suplent Bogoslovije u manastiru Krka (od 1967.).

## Monaški i svećenički život
U istom se manastiru 18. studenog 1967. i zamonašio (postao monah), a 19. studenog iste godine u Bosanskom Grahovu rukopoložen je za jerođakona. Jeromonah postao je 2. ožujka 1969. u Kistanju.
Dne 16. ožujka 1972. položio je profesorski ispit iz praktične grupe bogoslovnih predmeta, nakon čega je postao stalni profesor bogoslovije u Manastiru Krka.
Od 11. srpnja 1973., pa sve do 1977. djeluje kao počasni član Crkvenog suda Eparhije dalmatinske.

## Episkop
Dne 21. svibnja 1977. izabran je za episkopa Srpske pravoslavne Crkve. Od 1977. kao episkop lepavinski upravlja zagrebačkom eparhijom, a 1982. postaje i mitropolit zagrebački. Na njegov prijedlog, 1983. ova mitropolija mijenja ime u Mitropolija zagrebačko-ljubljanska, a nakon što joj je 1994. povjerena briga i za pravoslavne Srbe u Italiji, nazvana je Mitropolijom zagrebačko-ljubljanskom i cijele Italije.

## Djelovanje
Mitropolit Jovan osobito se posvetio razvijanju odnosa s drugim Crkvama na zapadu. Tako je u razdoblju od 1982. do 1992. bio predstavnik Srpske pravoslavne Crkve u Ženevi za međucrkvenu pomoć u Svjetskom vijeću Crkava. Više puta bio je izaslanik patrijarha Pavla u razgovorima s Katoličkom Crkvom, a više puta sastao se i s papom Ivanom Pavlom II.
Dne 20. svibnja 1992. izabran je za predsjednika Episkopskog savjeta Srpske Pravoslavne Crkve u Republici Hrvatskoj. U tom je svojstvu s tadašnjim predsjednikom vlade Ivicom Račanom potpisao Ugovor o odnosima Srpske pravoslavne Crkve i Vlade Republike Hrvatske.
Godine 1993. mitropolit Jovan suprotstavio se prevladavajućem stavu u Srpskoj pravoslavnoj Crkvi o načinu rješavanja pitanja Makedonske pravoslavne Crkve.
Isto tako, u krugovima Srpske pravoslavne Crkve govori se kako je rekao da Crkvi ne treba vratiti imovinu jer ona ne bi znala njome raspolagati.[nedostaje izvor]
U vrijeme vlasti Slobodana Miloševića u Srbiji, mitropolit Jovan javno je podržavao Miloševićevu politiku te je 1996. odbio potpisati priopćenje Sabora Srpske pravoslavne Crkve kojim se osuđuje krađa na lokalnim izborima u Srbiji. O Miloševiću je 1998. izjavio: „Ja sam u Miloševiću vidio nešto novo i ohrabrujuće. Govorio sam da je on srpski narod izveo iz podruma. Izveo ga je iz podruma, ali i ostavio na ulici.“
Za razliku od nekih drugih episkopa, mitropolit Jovan podržavao je ideju o posjetu rimskog pape Srbiji, ali i Kosovu. Tim je povodom izjavio: „Papa ima pravo posjetiti svoje vjernike i upoznati se sa stvarnim stanjem u pokrajini, Kosovu. Posjet poglavara Katoličke Crkve imao bi veliko značenje za svjetsku javnost i pridonio bi istini i pravednim rješenjima.“
Od 24. travnja 2007. zamjenjuje bolesnoga patrijarha Pavla. Nakon njega tu je dužnost preuzeo mitropolit Amfilohije Radović.
Preminuo je u Zagrebu 3. travnja 2014. godine.

## Vanjske poveznice
- Službene stranice Mitropolije zagrebačko-ljubljanske i cijele Italije  Arhivirana inačica izvorne stranice od 5. kolovoza 2012. (Wayback Machine)